# Camillo Grossi
Camillo Grossi, italijanski general, * 1876, † 1941.